# Domaradz (gromada w powiecie brzozowskim)
Domaradz – dawna gromada, czyli najmniejsza jednostka podziału terytorialnego Polskiej Rzeczypospolitej Ludowej w latach 1954–1972.
Gromady, z gromadzkimi radami narodowymi (GRN) jako organami władzy najniższego stopnia na wsi, funkcjonowały od reformy reorganizującej administrację wiejską przeprowadzonej jesienią 1954 do momentu ich zniesienia z dniem 1 stycznia 1973, tym samym wypierając organizację gminną w latach 1954–1972.
Gromadę Domaradz z siedzibą GRN w Domaradzu utworzono – jako jedną z 8759 gromad na obszarze Polski – w powiecie brzozowskim w woj. rzeszowskim na mocy uchwały nr 18/54 WRN w Rzeszowie z dnia 5 października 1954. W skład jednostki wszedł obszar dotychczasowej gromady Domaradz ze zniesionej gminy Domaradz w tymże powiecie. Dla gromady ustalono 27 członków gromadzkiej rady narodowej.
30 czerwca 1960 do gromady Domaradz włączono wieś Barycz z gromady Wesoła w tymże powiecie.
31 grudnia 1961 z gromady Domaradz wyłączono wieś Barycz, włączając ją z powrotem do gromady Wesoła w tymże powiecie.
Gromada przetrwała do końca 1972 roku, czyli do kolejnej reformy gminnej. 1 stycznia 1973 w powiecie brzozowskim reaktywowano gminę Domaradz.
Siedzibą GRN w Domaradzu była tzw. „kamienica Stacha”, mieszcząca także miejscowe gimnazjum.